# Anartioschiza kivuensis
Anartioschiza kivuensis är en skalbaggsart som beskrevs av Louis Burgeon 1946. Anartioschiza kivuensis ingår i släktet Anartioschiza och familjen Melolonthidae. Inga underarter finns listade i Catalogue of Life.